# 愛撫

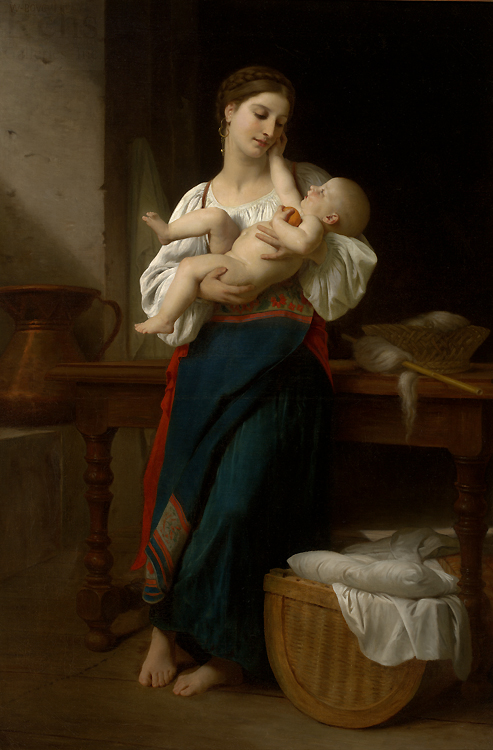
「最初の愛撫　“Premières Caresses”」という題名の絵画。（ウィリアム・アドルフ・ブーグロー画、1866年）

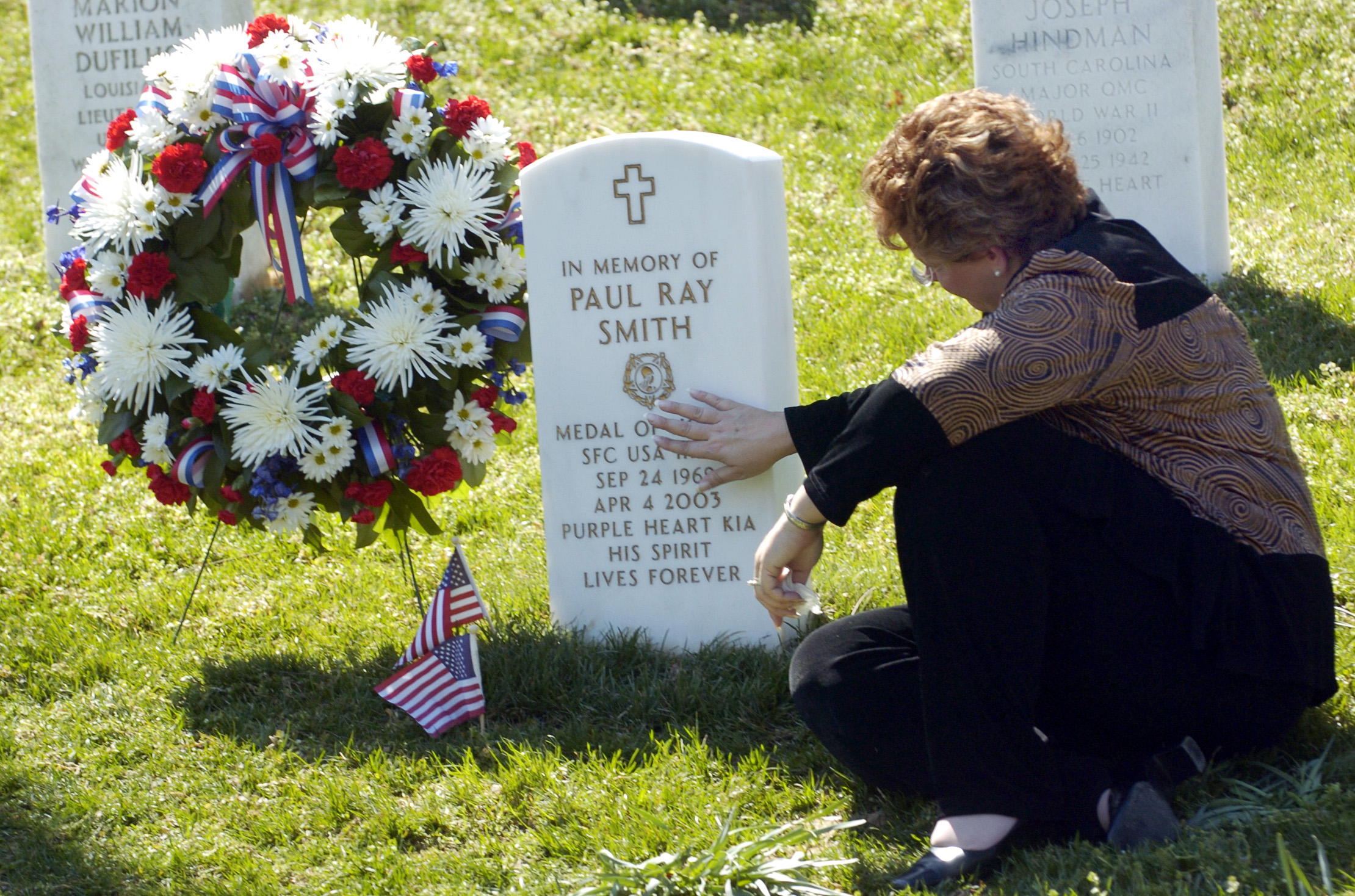
故人を思い出して愛しむようにその墓石を愛撫する人。

愛撫（あいぶ、英: caress）とは、
- 優しく、あるいは愛情をこめて、触れたり、さすったりすること[1]。
- なでさすってかわいがること[2][3]。
- なでんばかりにかわいがること[4]。

## 概説
かわいがる対象は主に、人間、他の動物など。他にも、愛着のある物品に愛撫する人もいる。
愛撫は、ボディランゲージの一種に分類される。

### 人と人の愛撫
人は愛撫によって強く感情を伝えることができる。親から子への愛情、子から親への愛情、恋人への好意・思慕・愛情などの情念を示す際にも行われる。
愛撫には主として手が用いられる。
ガストン・バシュラールは『火の精神分析』（La Psychanalyse du feu、1937年刊）において「声（喉）が歌う器官であるように、手はまさに愛撫する器官である」と書いた。

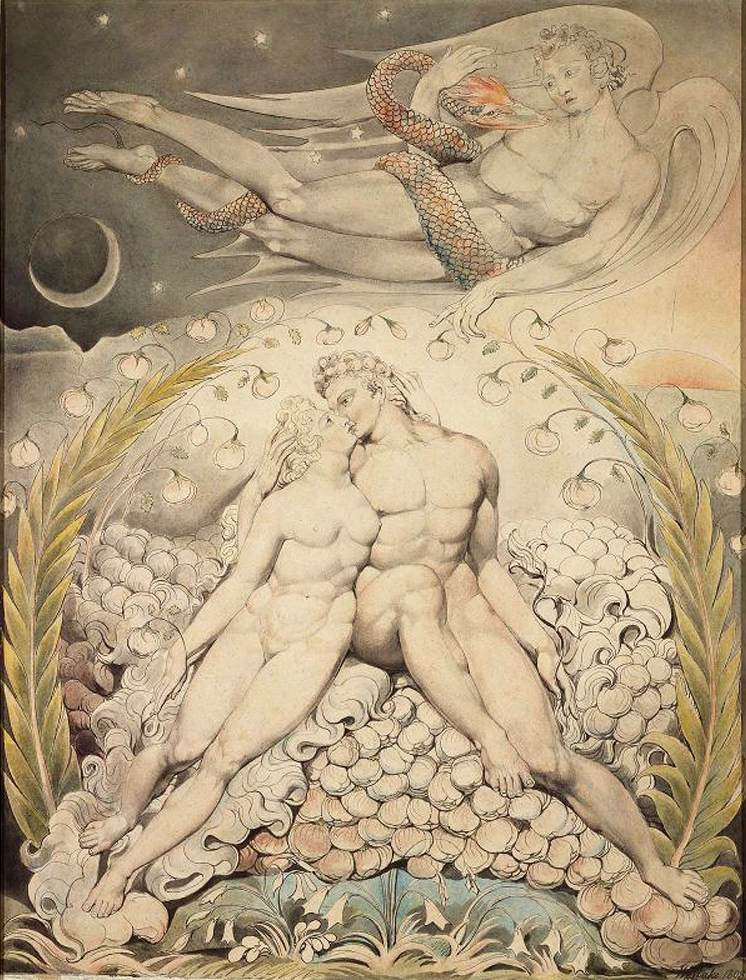
愛撫しあうアダムとイブ、およびそれを見るルーシェル。（ウィリアム・ブレイク画、1808年）

基本としては、相手の手や腕を撫でる、相手の頭（髪）や頬や首すじを撫でる、などがある。
性愛と愛撫
恋人たちや、夫婦や、愛人関係にある人、等々のあいだでは、性愛の行為として、相手の身体のさまざまな部位を愛撫することがある。
なお性的な場面では、手だけでなく口（唇・舌）を用いて相手の身体の様々な部位を愛撫する人もいる。性愛的な愛撫の中でも、特に唇や舌を用いた愛撫は「ペッティング」とも呼ばれる。
また、性感帯への愛撫はオーガズムにも繋がりやすい。
なお、そうした性愛の愛撫だけをテーマにして書かれた本もある。

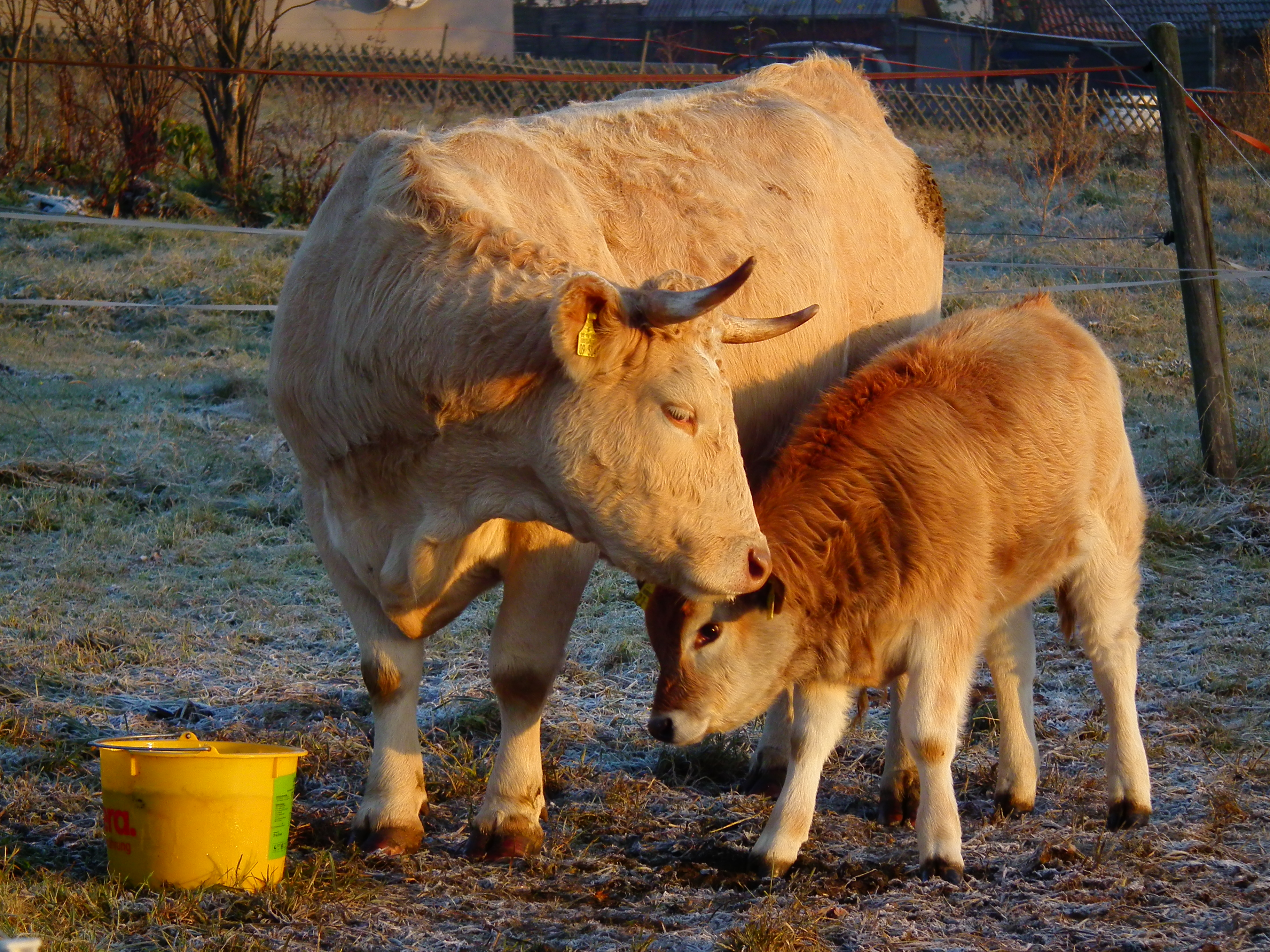
子牛を舐めて愛撫する親牛

## 動物の愛撫
動物の中には、人間の愛撫に相当する行為を行うものがある。互いに抱きついて相手をさすったり、毛繕いする動物や、（前肢が器用に使えないかわりに）舌で相手を舐める動物、胴を擦りつけあ合う動物もいる。求愛行動や繁殖行為の中で、そうした行為を行う動物もいる。

### ボノボ
ボノボは、高度に洗練された性的な様式をもつことで知られる類人猿である。ボノボは、性交を単に繁殖のためだけではなく、コミュニケーション手段としても活用することが知られているが、性行為の最中にメスがオスの睾丸を愛撫する様子が観察されている。またオス同士・メス同士で尻や性器を接触させあう・または性器を愛撫することもあり、これがボノボの社会で友好的な挨拶ともなっている。（なおチンパンジーでは挨拶（または謝罪）の一環で接吻することが知られているが）ボノボに至っては、より濃厚（フレンチキスとも形容される）な接吻をする行動も確認されている。

### アカゲザル
ハリー・ハーロウは生まれて間もないアカゲザルの子供を母猿から引き離し、針金と授乳器から成る「手触りは悪いが、機能的な母親」モデルと、毛布が巻いてあるがミルクは出てこない「手触りがよいが、機能的ではない母親」モデルという、二つの対照的なモデルを宛がって、このアカゲザルの行動を観察した。小猿は腹が空くまで毛布を巻いた「手触りがよいが、機能的ではない母親」モデルにしがみ付き、どうしても空腹が我慢できなくなると「手触りは悪いが、機能的な母親」モデルの与えるミルクを飲んだとされる。

### イヌ

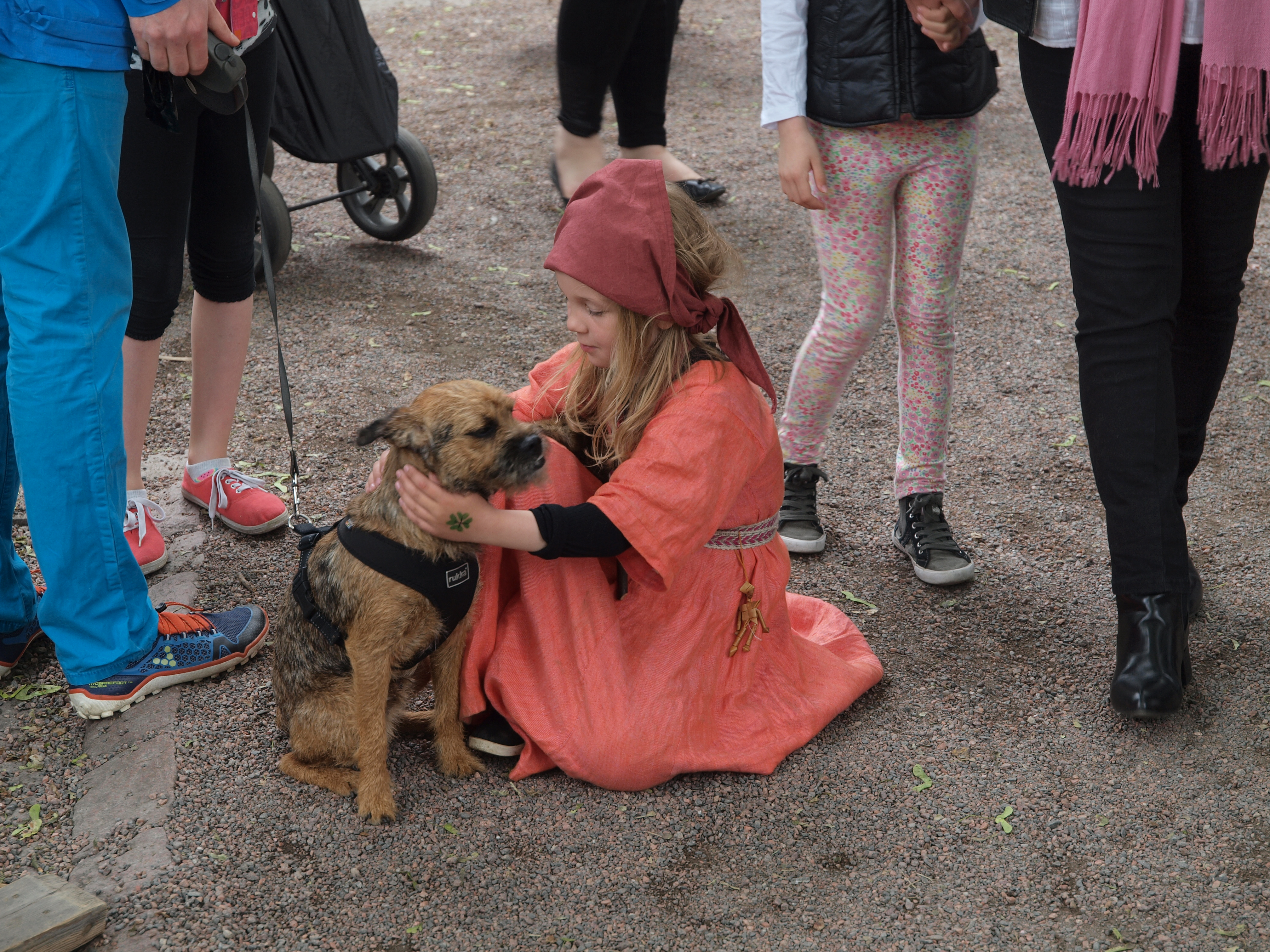
イヌを愛撫する少女

多くのイヌは、背筋をブラッシングされることをとてもよく好む。通常、イヌは急所に当たる腹に触られるのを嫌がるが、人とイヌとの間に深い信頼関係が成立している場合に限れば、イヌは仰向けになり腹に触れてもらおうとすることもある。首の下側（咽喉側、いわゆる「ノド」）も、（腹同様に）急所にあたる。腹や咽喉を触らせるイヌは、触らせている相手にいわば「命を預けているような状態」をあえて選ぶことで、いわば「あなたに服従しています」や「あなたに安心しています」といったメッセージを伝えていることになる。その姿勢を見せた時に、そこを優しく愛撫することで、イヌと人も一段と深いコミュニケーションを成立させることが可能となる。

### ネコ

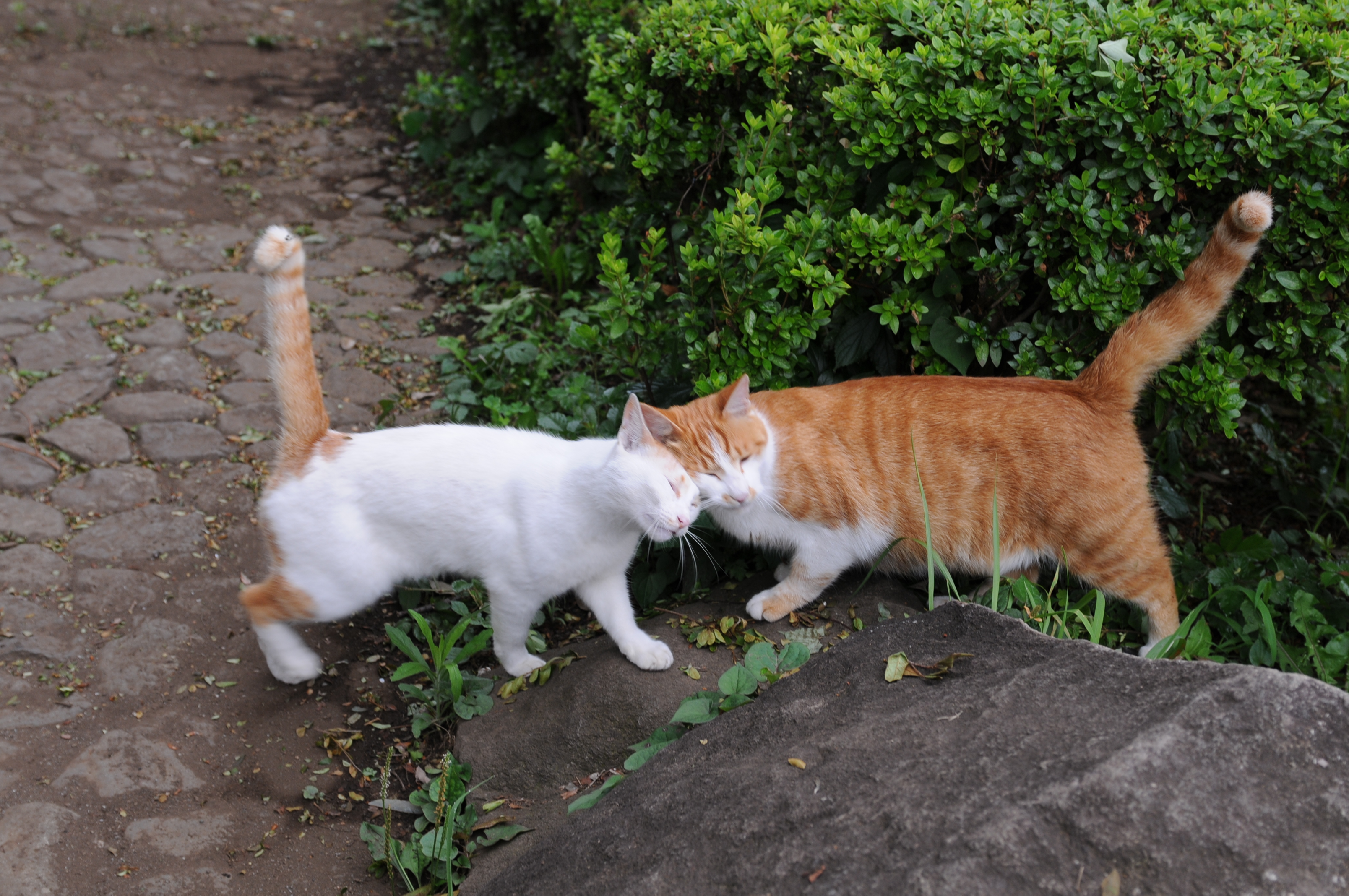
頭部をすりつけあうネコ

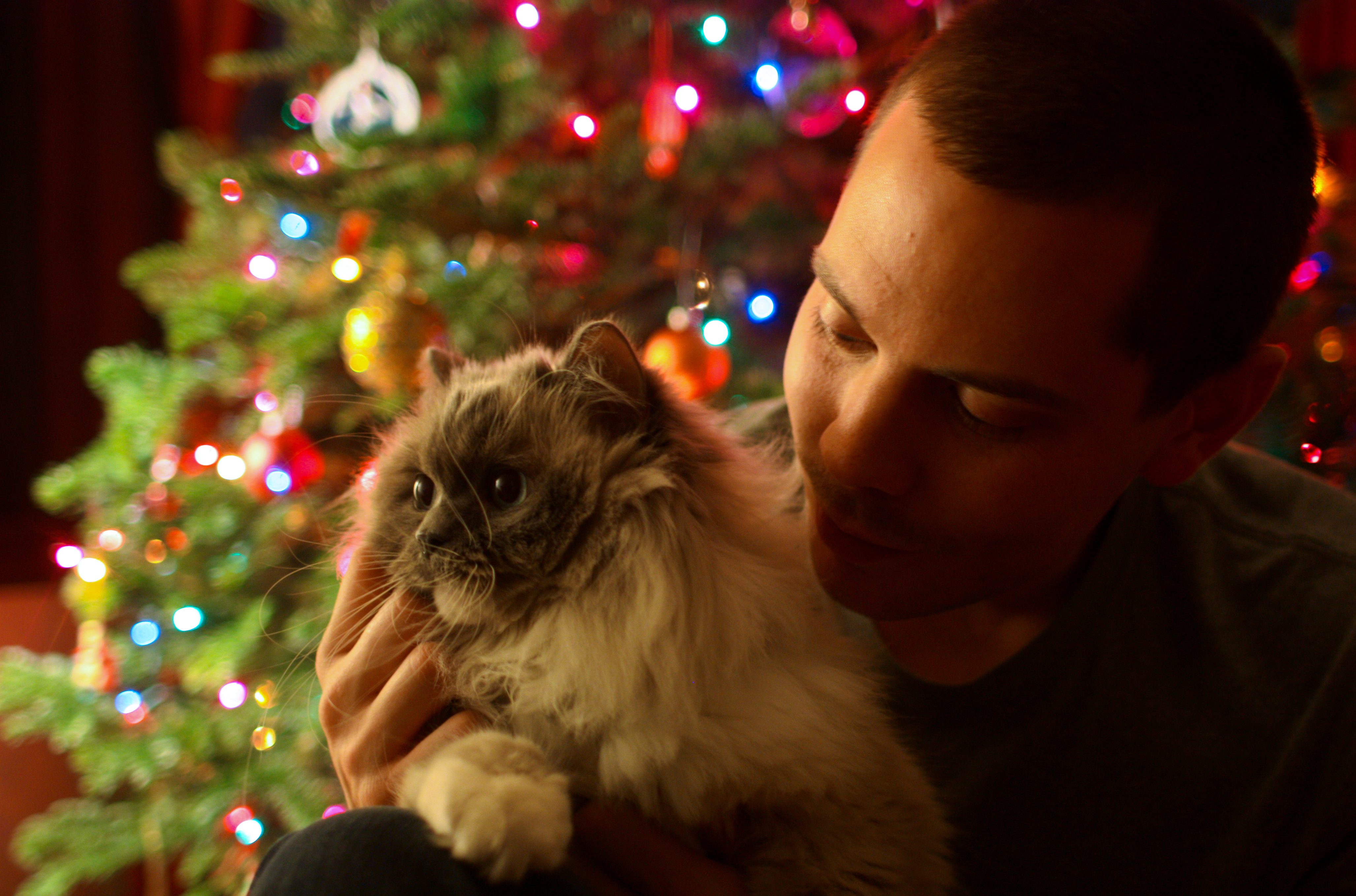
ネコを愛撫する男性

ネコは、心を許している相手や愛好する相手に、全身を擦り付ける行動をしばしば行う。これは、自分の匂いを付けているとも言われている（主に耳の後ろにある腺からニオイのする物質を分泌している）。尾まで用いて絡み付くように全身をすりつける場合もある。
ネコの親は、子猫を移動させるときに、（ヒトのように器用には前肢が使えないので）子猫の首の上側（背中側）を優しく口でくわえて、子猫を口で持ち上げて移動させる。なお全てのネコは、首を噛まれた時には、従順になり、動作をピタリと止める反射反応を生まれつきそなえている。人間が子猫を移動させる時も、母猫の行為に似せて、子猫の首筋をそっとつまんでやれば、子猫は母猫にくわえられた時と同様に従順になり動作を止めるので、簡単に移動させることができる。（なお、それをされた子猫はしばしば、首をつまんだ人間のことを、まるで自分を愛してくれる母猫を見るような、安心した目つきで見るようになったり、甘えて身体をすりつけるようになる。）ネコが繁殖活動をする時、しばしばオスネコはまず、メスネコの首筋をくわえる（噛む）。これによってメスネコは、母猫にくわえられた時と同様に反射的に従順になり動作を止める。その状態からオスネコは（首をくわえたまま）、性器を用いた交尾の段階へと進んでゆく。
ネコは一般に、首の下あたり（咽喉。ノド）を撫でられること（人で言えば「くすぐるようにいじられること」）を非常に好む。ネコは、人と親しくなっても、（一般論として言えば）腹を触られることは非常に嫌がり、そうされるとしばしばパニック状態になり暴れる。だが（あくまで稀にだが、ネコにも個体差や「個性」のようなものもあり）生まれつき警戒心がほとんど無く、よくなついたイヌのように腹をむき出しにして触れさせるネコも稀にいる。

### ブチハイエナ
ブチハイエナは群れで生活しているが、群れの中でお互いを認識し、好意的な意思を持って接する場合に、相互のペニスを舐め合う習性がある。ペニスは有性生殖を行う哺乳類では通常、オスのみにある器官であるが、ブチハイエナの場合は例外的にメスにも形状・太さ・長さ共オスと同等以上で排尿も可能なペニス状クリトリスが存在し、これを勃起させて見せ、舐め合うことで、オスメスの区別無く友好関係を築いているとされている。

### ウマ
ウマは訓練次第で、よく人に慣れる動物であるが、ブラッシングによって特にコミュニケーションを図ることが可能である。ブラッシング行為を通して信頼関係を築くこともできるが、その一方でウマは非常に神経質であるため、後ろから近付いたりして脅かすと、蹴ったり噛んだりすることがある。ウマをブラッシングや触れることで愛玩する場合は、ウマが警戒心を強めなくて済むよう、顔の正面から近付くのがよいとされる。ただしウマと顔見知りでない内から不用意に近付くと、噛まれることもある。なお横から近付いても、ウマは敏感に音を聞いて、そちらの方向を向くので、小さな声でウマの注意を引いて近付くとよいとされる。乗り降りする際は、首筋や鼻面を撫で回して愛撫すると、ウマは喜ぶとされる。